# Otostigmus celebensis
Otostigmus celebensis är en mångfotingart som beskrevs av Carl Graf Attems 1934. Otostigmus celebensis ingår i släktet Otostigmus och familjen Scolopendridae. Inga underarter finns listade i Catalogue of Life.